# Гвинеја Бисао на Светском првенству у атлетици у дворани 2018.
Гвинеја Бисао је учествовала на Светском првенству у атлетици у дворани 2018. одржаном у Бирмингему од 1. до 4. марта други пут. Репрезентацију Гвинеје Бисао представљао је 1 учесник који се такмичио у трци на 60 метара.,
На овом првенству такмичар Гвинеје Бисао није освојио ниједну медаљу али је остварио свој најбољи резултат сезоне.

## Учесници
Мушкарци:
- Холдер Оканте да Силва — 60 м

## Резултати

### Мушкарци
| Атлетичар              | Дисциплина | Лични рекорд | Квалификације | Квалификације | Полуфинале           | Полуфинале           | Финале               | Финале       | Детаљи |
| Атлетичар              | Дисциплина | Лични рекорд | Резултат      | Место         | Резултат             | Место                | Резултат             | Место        | Детаљи |
| ---------------------- | ---------- | ------------ | ------------- | ------------- | -------------------- | -------------------- | -------------------- | ------------ | ------ |
| Холдер Оканте да Силва | 60 м       | 6,80 НР      | 7,20 ЛРС      | 7. груп. 2    | Није се квалификовао | Није се квалификовао | Није се квалификовао | 44 / 49 (52) |        |